# Escanecrabe
Escanecrabe, Escanacraba en occitan gascon,est une commune française située dans l'ouest du département de la Haute-Garonne, en région Occitanie. Sur le plan historique et culturel, la commune est dans le pays de Comminges, correspondant à l’ancien comté de Comminges, circonscription de la province de Gascogne située sur les départements actuels du Gers, de la Haute-Garonne, des Hautes-Pyrénées et de l'Ariège.
Exposée à un climat océanique altéré, elle est drainée par la Save, le ruisseau Riou Pudé et par divers autres petits cours d'eau.
Escanecrabe est une commune rurale qui compte 211 habitants en 2022, après avoir connu un pic de population de 852 habitants en 1851. Ses habitants sont appelés les Escanécrabais ou  Escanécrabaises.

## Géographie

### Localisation

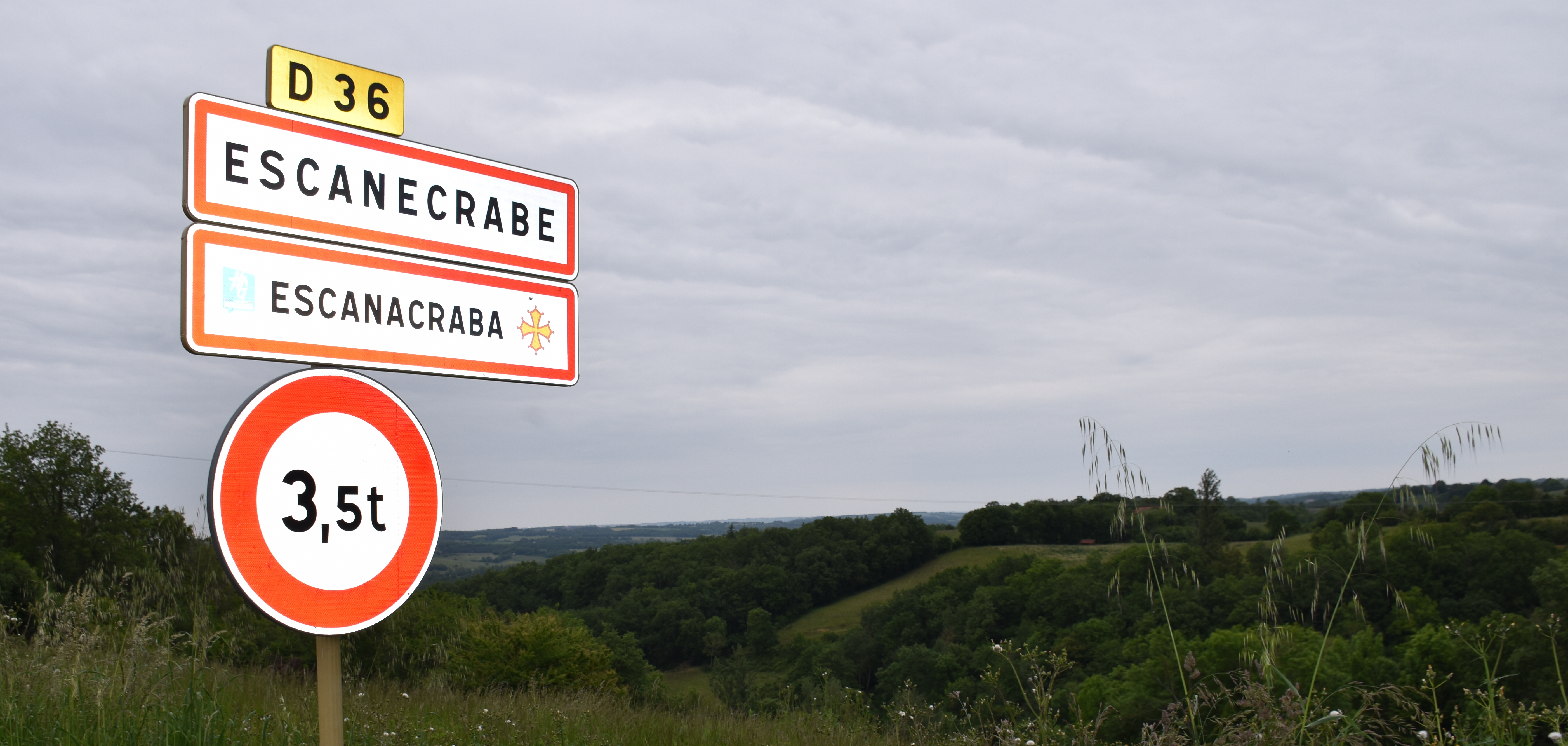
Une entrée de la commune.

La commune d'Escanecrabe se trouve dans le département de la Haute-Garonne, en région Occitanie.
Elle se situe à 67 km à vol d'oiseau de Toulouse, préfecture du département, et à 18 km de Saint-Gaudens, sous-préfecture.
Les communes les plus proches sont : 
Ciadoux (1,8 km), Castéra-Vignoles (2,4 km), Montgaillard-sur-Save (2,6 km), Montbernard (3,7 km), Mondilhan (4,0 km), Saint-Pé-Delbosc (4,2 km), Saman (4,6 km), Esparron (4,7 km).
Sur le plan historique et culturel, Escanecrabe fait partie du pays de Comminges, correspondant à l’ancien comté de Comminges, circonscription de la province de Gascogne située sur les départements actuels du Gers, de la Haute-Garonne, des Hautes-Pyrénées et de l'Ariège.
Les communes limitrophes sont Cassagnabère-Tournas, Castéra-Vignoles, Ciadoux, Esparron, Mondilhan et Montbernard.
| Mondilhan | Montbernard | Castéra-Vignoles     |
|           | Escanecrabe | Esparron             |
| Ciadoux   |             | Cassagnabère-Tournas |

### Géologie et relief
La superficie de la commune est de 1 607 hectares ; son altitude varie de 340  à   676 mètres.

### Hydrographie

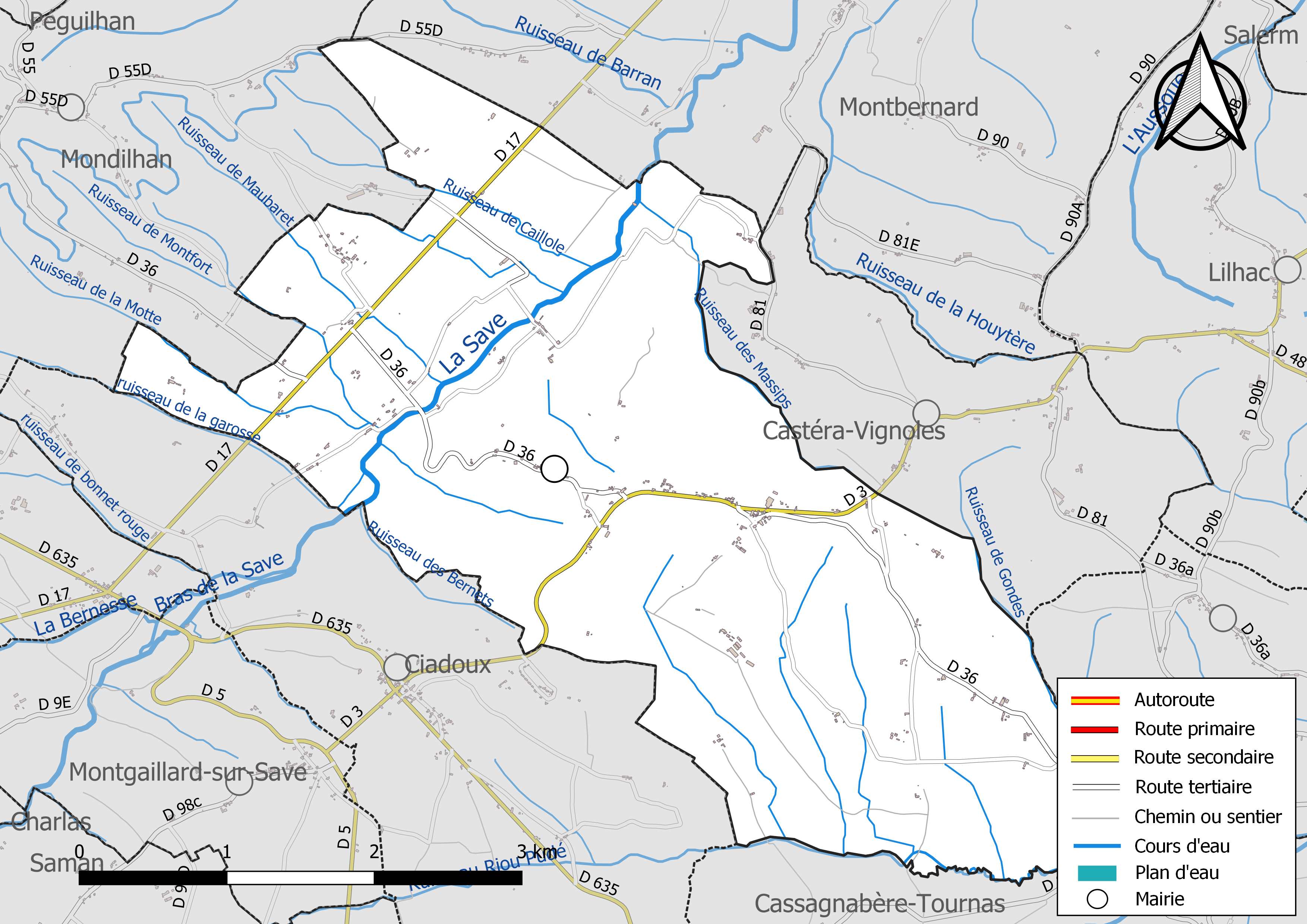
Réseaux hydrographique et routier d'Escanecrabe.

La commune est dans le bassin de la Garonne, au sein du bassin hydrographique Adour-Garonne. Elle est drainée par la Save, le ruisseau Riou Pudé, le ruisseau de Caillole, le ruisseau de Gondes, le ruisseau de la garosse, le ruisseau de la Motte, le ruisseau de Maubaret, le ruisseau de Montfort, le ruisseau des Bernets, le ruisseau des Massips et par divers petits cours d'eau, constituant un réseau hydrographique de 29 km de longueur totale,.
La Save, d'une longueur totale de 143 km, prend sa source dans la commune de Lannemezan (65) et s'écoule du sud-ouest vers le nord-est. Elle traverse la commune et se jette dans la Garonne à Grenade, après avoir traversé 46 communes.

### Climat
Pour des articles plus généraux, voir Climat de l'Occitanie et Climat de la Haute-Garonne.

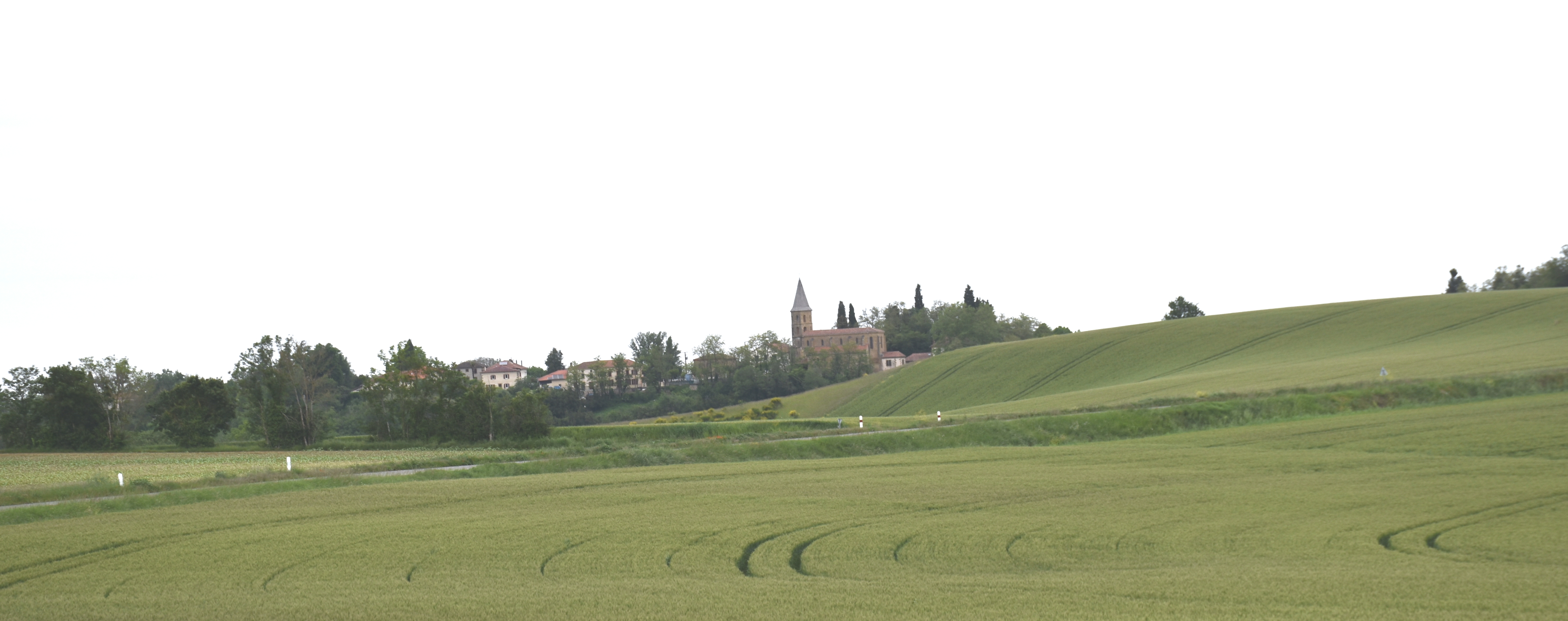
Panorama du village.

En 2010, le climat de la commune est de type climat océanique altéré, selon une étude s'appuyant sur une série de données couvrant la période 1971-2000. En 2020, Météo-France publie une typologie des climats de la France métropolitaine dans laquelle la commune est toujours exposée à un climat océanique altéré et est dans la région climatique Aquitaine, Gascogne, caractérisée par une pluviométrie abondante au printemps, modérée en automne, un faible ensoleillement au printemps, un été chaud (19,5 °C), des vents faibles, des brouillards fréquents en automne et en hiver et des orages fréquents en été (15 à 20 jours).
Pour la période 1971-2000, la température annuelle moyenne est de 12,6 °C, avec une amplitude thermique annuelle de 14,6 °C. Le cumul annuel moyen de précipitations est de 926 mm, avec 9,9 jours de précipitations en janvier et 6,8 jours en juillet. Pour la période 1991-2020, la température moyenne annuelle observée sur la station météorologique la plus proche, située sur la commune de Clarac à 22 km à vol d'oiseau, est de 12,5 °C et le cumul annuel moyen de précipitations est de 804,9 mm,. Pour l'avenir, les paramètres climatiques de la commune estimés pour 2050 selon différents scénarios d'émission de gaz à effet de serre sont consultables sur un site dédié publié par Météo-France en novembre 2022.

### Milieux naturels et biodiversité
Aucun espace naturel présentant un intérêt patrimonial n'est recensé sur la commune dans l'inventaire national du patrimoine naturel,,.

## Urbanisme

### Typologie
Au 1er janvier 2024, Escanecrabe est catégorisée commune rurale à habitat très dispersé, selon la nouvelle grille communale de densité à sept niveaux définie par l'Insee en 2022.
Elle est située hors unité urbaine et hors attraction des villes,.

### Occupation des sols
L'occupation des sols de la commune, telle qu'elle ressort de la base de données européenne d’occupation biophysique des sols Corine Land Cover (CLC), est marquée par l'importance des territoires agricoles (83,6 % en 2018), une proportion identique à celle de 1990 (83,6 %). La répartition détaillée en 2018 est la suivante : 
terres arables (36,6 %), zones agricoles hétérogènes (36,3 %), forêts (16,4 %), prairies (10,7 %). L'évolution de l’occupation des sols de la commune et de ses infrastructures peut être observée sur les différentes représentations cartographiques du territoire : la carte de Cassini (XVIIIe siècle), la carte d'état-major (1820-1866) et les cartes ou photos aériennes de l'IGN pour la période actuelle (1950 à aujourd'hui).

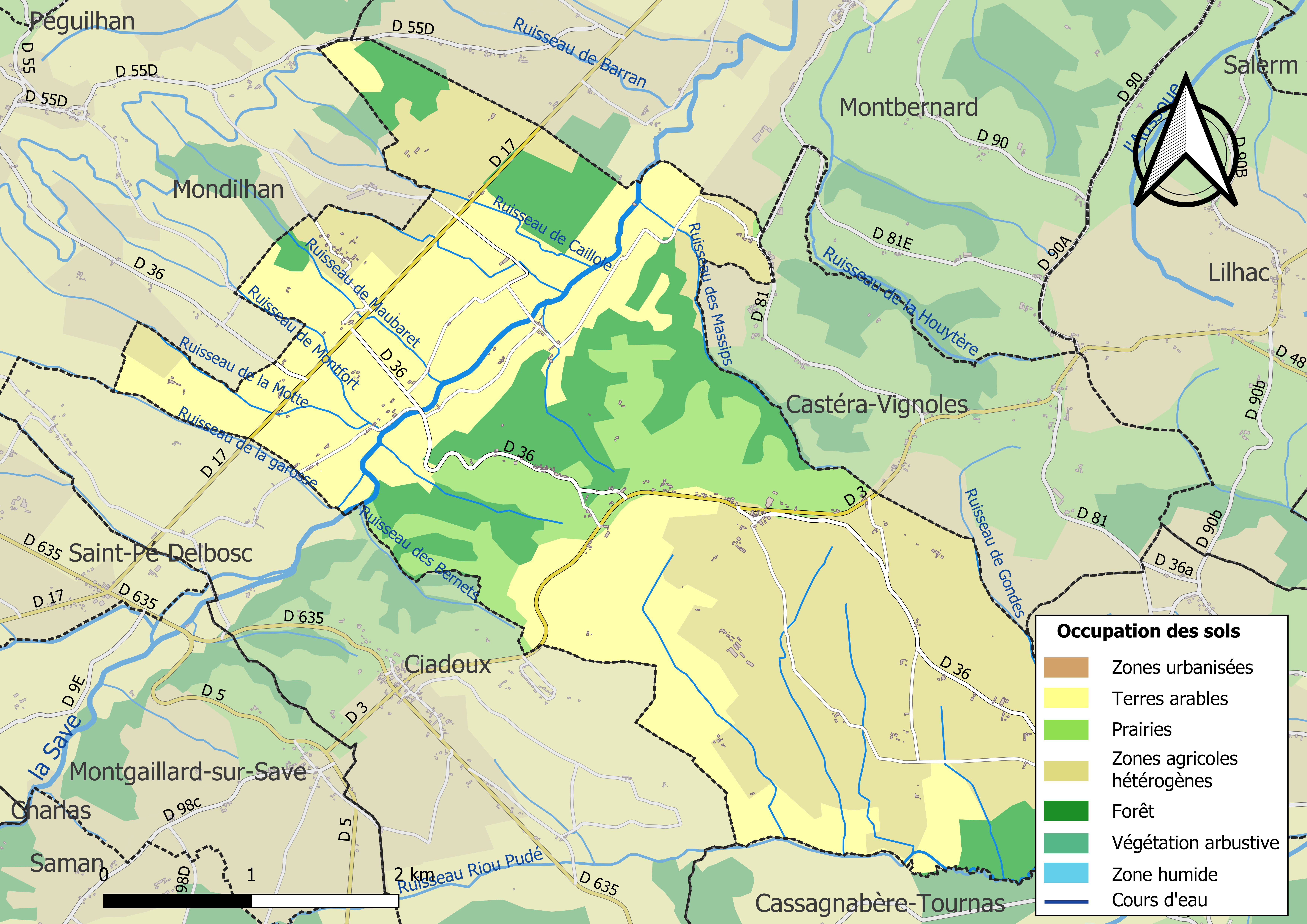
Carte des infrastructures et de l'occupation des sols de la commune en 2018 (CLC).

### Voies de communication et transports
Accès par la ligne régulière de transport interurbain du réseau Arc-en-ciel (anciennement SEMVAT).
Voir aussi l'ancienne ligne de Toulouse à Boulogne-sur-Gesse.

### Risques majeurs
Le territoire de la commune d'Escanecrabe est vulnérable à différents aléas naturels : météorologiques (tempête, orage, neige, grand froid, canicule ou sécheresse), inondations et séisme (sismicité faible). Un site publié par le BRGM permet d'évaluer simplement et rapidement les risques d'un bien localisé soit par son adresse soit par le numéro de sa parcelle.
Certaines parties du territoire communal sont susceptibles d’être affectées par le risque d’inondation par débordement de cours d'eau, notamment la Save. La commune a été reconnue en état de catastrophe naturelle au titre des dommages causés par les inondations et coulées de boue survenues en 1982, 1999 et 2009,.

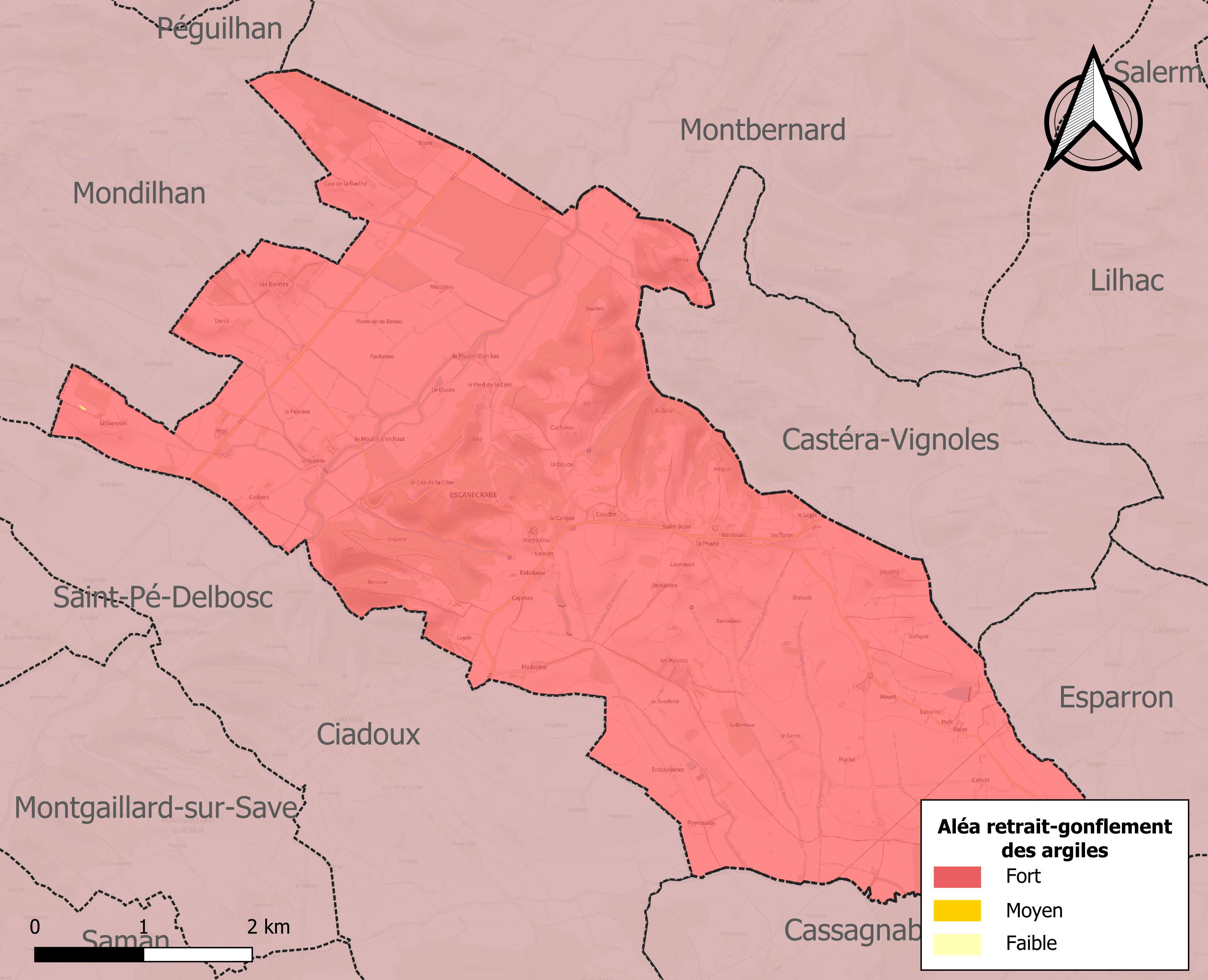
Carte des zones d'aléa retrait-gonflement des sols argileux d'Escanecrabe.

Le retrait-gonflement des sols argileux est susceptible d'engendrer des dommages importants aux bâtiments en cas d’alternance de périodes de sécheresse et de pluie. La totalité de la commune est en aléa moyen ou fort (88,8 % au niveau départemental et 48,5 % au niveau national). Sur les 130 bâtiments dénombrés sur la commune en 2019, 130 sont en aléa moyen ou fort, soit 100 %, à comparer aux 98 % au niveau départemental et 54 % au niveau national. Une cartographie de l'exposition du territoire national au retrait gonflement des sols argileux est disponible sur le site du BRGM,.
Par ailleurs, afin de mieux appréhender le risque d’affaissement de terrain, l'inventaire national des cavités souterraines permet de localiser celles situées sur la commune.
Concernant les mouvements de terrains, la commune a été reconnue en état de catastrophe naturelle au titre des dommages causés par la sécheresse en 1989, 1993 et 2003 et par des mouvements de terrain en 1999.

## Toponymie
S'applique a un passage dangereux même pour les chèvres, qui risquent de tomber. Escanecrabe (éreintechèvre) : évocation de passages difficiles y compris pour les chèvres.
Durant la Révolution, la commune, alors nommée Saint-Sabin-d'Escanecrabe, reçoit le nom de Escanecrabe qu'elle a conservé jusqu'à aujourd'hui.
Ses habitants sont appelés les Escanécrabais.

## Politique et administration

### Administration municipale
Le nombre d'habitants au recensement de 2011 étant compris entre 100 et 499, le nombre de membres du conseil municipal pour l'élection de 2014 est de onze,.

### Rattachements administratifs et électoraux
Commune faisant partie de la huitième circonscription de la Haute-Garonne, de la communauté de communes Cœur et Coteaux de Comminges et du canton de Saint-Gaudens (avant le redécoupage départemental de 2014, Escanecrabe faisait partie de l'ex-canton de Boulogne-sur-Gesse et avant le 1er janvier 2017 elle faisait partie de la communauté de communes du Boulonnais).

### Liste des maires

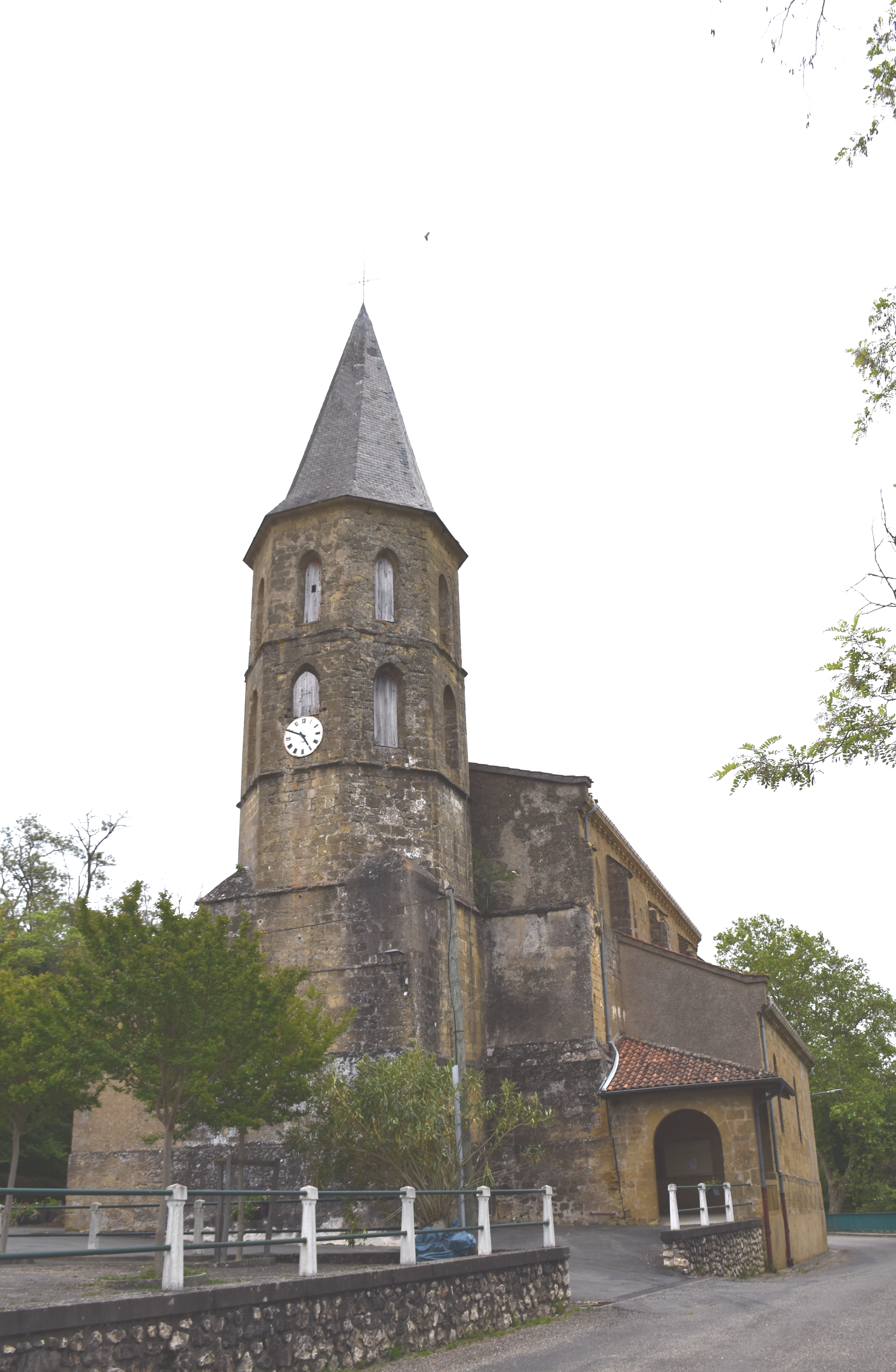
L'église.

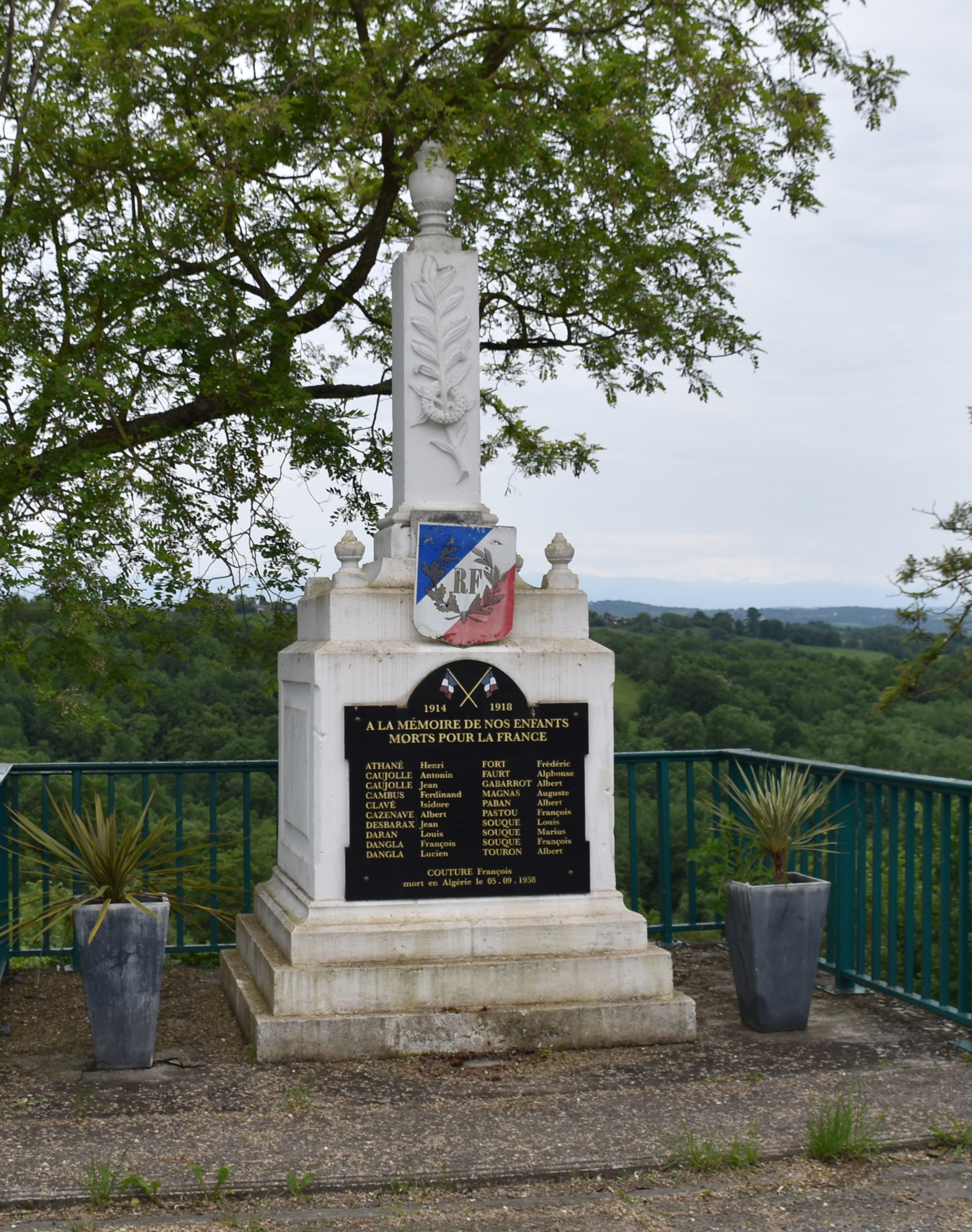
Le monument aux morts.

## Démographie
L'évolution du nombre d'habitants est connue à travers les recensements de la population effectués dans la commune depuis 1793. Pour les communes de moins de 10 000 habitants, une enquête de recensement portant sur toute la population est réalisée tous les cinq ans, les populations de référence des années intermédiaires étant quant à elles estimées par interpolation ou extrapolation. Pour la commune, le premier recensement exhaustif entrant dans le cadre du nouveau dispositif a été réalisé en 2006.

En 2022, la commune comptait 211 habitants, en évolution de −13,88 % par rapport à 2016 (Haute-Garonne : +8,02 %, France hors Mayotte : +2,11 %).
| 1793 | 1800 | 1806 | 1821 | 1831 | 1836 | 1841 | 1846 | 1851 |
| ---- | ---- | ---- | ---- | ---- | ---- | ---- | ---- | ---- |
| 708  | 740  | 786  | 851  | 805  | 345  | 821  | 826  | 852  |

| 1856 | 1861 | 1866 | 1872 | 1876 | 1881 | 1886 | 1891 | 1896 |
| ---- | ---- | ---- | ---- | ---- | ---- | ---- | ---- | ---- |
| 786  | 753  | 791  | 714  | 685  | 662  | 640  | 575  | 572  |

| 1901 | 1906 | 1911 | 1921 | 1926 | 1931 | 1936 | 1946 | 1954 |
| ---- | ---- | ---- | ---- | ---- | ---- | ---- | ---- | ---- |
| 526  | 504  | 503  | 398  | 431  | 398  | 393  | 370  | 352  |

| 1962 | 1968 | 1975 | 1982 | 1990 | 1999 | 2006 | 2011 | 2016 |
| ---- | ---- | ---- | ---- | ---- | ---- | ---- | ---- | ---- |
| 304  | 278  | 226  | 211  | 225  | 240  | 246  | 225  | 245  |

| 2021 | 2022 | - | - | - | - | - | - | - |
| ---- | ---- | - | - | - | - | - | - | - |
| 221  | 211  | - | - | - | - | - | - | - |

| selon la population municipale des années : | 1968 | 1975 | 1982 | 1990 | 1999 | 2006 | 2009 | 2013 |
| Rang de la commune dans le département      | 308  | 331  | 286  | 308  | 332  | 339  | 351  | 375  |
| Nombre de communes du département           | 592  | 582  | 586  | 588  | 588  | 588  | 589  | 589  |

### Enseignement
Escanecrabe fait partie de l'académie de Toulouse.

### Activités sportives
Chasse, pétanque,

## Économie

### Revenus
En 2018  (données Insee publiées en septembre 2021), la commune compte 104 ménages fiscaux, regroupant 230 personnes. La médiane du revenu disponible par unité de consommation est de 19 200 € (23 140 € dans le département).

### Emploi
|                | 2008  | 2013  | 2018  |
| -------------- | ----- | ----- | ----- |
| Commune        | 4,2 % | 6,3 % | 8,6 % |
| Département    | 7,7 % | 9,6 % | 9,3 % |
| France entière | 8,3 % | 10 %  | 10 %  |

En 2018, la population âgée de 15 à 64 ans s'élève à 128 personnes, parmi lesquelles on compte 68,8 % d'actifs (60,2 % ayant un emploi et 8,6 % de chômeurs) et 31,2 % d'inactifs,. Depuis 2008, le taux de chômage communal (au sens du recensement) des 15-64 ans est inférieur à celui de la France et du département.
La commune est hors attraction des villes,. Elle compte 55 emplois en 2018, contre 56 en 2013 et 59 en 2008. Le nombre d'actifs ayant un emploi résidant dans la commune est de 84, soit un indicateur de concentration d'emploi de 65,5 % et un taux d'activité parmi les 15 ans ou plus de 45,2 %.
Sur ces 84 actifs de 15 ans ou plus ayant un emploi, 35 travaillent dans la commune, soit 42 % des habitants. Pour se rendre au travail, 82,1 % des habitants utilisent un véhicule personnel ou de fonction à quatre roues, 3,6 % s'y rendent en deux-roues, à vélo ou à pied et 14,3 % n'ont pas besoin de transport (travail au domicile).

### Activités hors agriculture
16 établissements sont implantés  à Escanecrabe au 31 décembre 2019.
Le secteur du commerce de gros et de détail, des transports, de l'hébergement et de la restauration est prépondérant sur la commune puisqu'il représente 31,3 % du nombre total d'établissements de la commune (5 sur les 16 entreprises implantées  à Escanecrabe), contre 25,9 % au niveau départemental.

### Agriculture
La commune est dans les « Coteaux de Gascogne », une petite région agricole occupant une partie ouest du département de la Haute-Garonne, constitué d'un relief de cuestas et de vallées peu profondes, creusés par les rivières issues du massif pyrénéen, avec une activité de polyculture et d’élevage. En 2020, l'orientation technico-économique de l'agriculture  sur la commune est l'élevage d'équidés et/ou d' autres herbivores.
|               | 1988  | 2000 | 2010 | 2020 |
| ------------- | ----- | ---- | ---- | ---- |
| Exploitations | 33    | 28   | 19   | 16   |
| SAU (ha)      | 1 061 | 989  | 822  | 861  |

Le nombre d'exploitations agricoles en activité et ayant leur siège dans la commune est passé de 33 lors du recensement agricole de 1988  à 28 en 2000 puis à 19 en 2010 et enfin à 16 en 2020, soit une baisse de 52 % en 32 ans. Le même mouvement est observé à l'échelle du département qui a perdu pendant cette période 57 % de ses exploitations,. La surface agricole utilisée sur la commune a également diminué, passant de 1 061 ha en 1988 à 861 ha en 2020. Parallèlement la surface agricole utilisée moyenne par exploitation a augmenté, passant de 32 à 54 ha.

## Culture locale et patrimoine

### Lieux et monuments
- Église Saint-Macaire.
- Chapelle Saint-Sabin

### Personnalités liées à la commune
- Casteras (de) Lignée de haute extraction espagnole originaire de Ciudad-Rodrigo et bras armé des Rois de Navarre depuis l'an 970. Cette famille eut de très nombreuses possessions en Armagnac, Comminges, Bigorre, Languedoc et Foix. Spoliée par la maison de l'île-Jourdain, la maison de Casteras se retrancha à la fin du XVe siècle sur ses terres d'Escanecrabe (Escanacrabe alors) qui fut son dernier fief. Parmi les membres éminents de cette lignée, figure le fameux d'Artagnan. Si Consistant adversum me castra non, temebit cormeum, telle est sa devise ; de gueules, au château d'argent, maçonné ouvert et ajouré de sable ;couronne de marquis à supports de deux licornes, telles sont ses armes.

### Héraldique
| Escanecrabe | Son blasonnement est : D'azur à la chèvre grimpant sur des rochers, le tout d'argent, au chef cousu de gueules chargé de quatre épis de blé d'or. |